# Le smorfie di Pulcinella
Le smorfie di Pulcinella è un film muto italiano del 1921 diretto da Gabriellino D'Annunzio.